# Beatstad

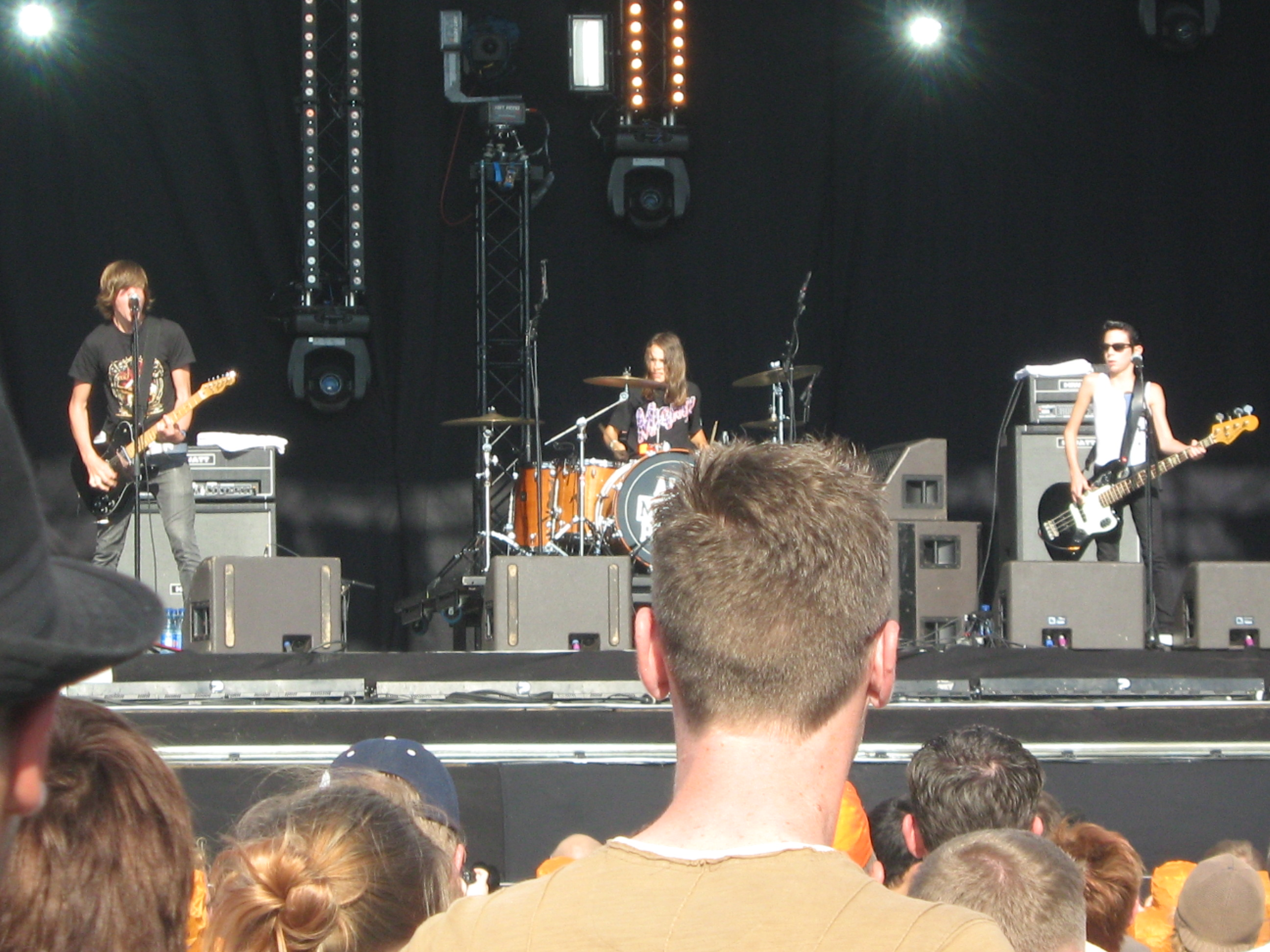
All Missing Pieces tijdens Beatstad 2008

Beatstad is een sinds 2005 jaarlijks terugkerend Nederlands openluchtconcert op het Haagse Malieveld. Het festival richt zich voornamelijk op muziek uit de omgeving van Den Haag, maar presenteert zich sinds 2007 ook als een nationaal festival.
In 2005 traden Kane, Golden Earring en DI-RECT op en werd het festival gepresenteerd door Gerard van den IJssel (DJ bij radio Den Haag FM). Het jaar later traden BLØF, Van Dik Hout, Racoon en Krezip op. In 2005 en 2006 mochten alleen inwoners van Den Haag toegangskaarten kopen. Ook in 2007 werd Beatstad Festival gehouden op het Malieveld. Voor het eerst was het toegankelijk voor bezoekers uit heel Nederland. Wel was het aantal vrije kaarten beperkt ten opzichte van de lokale kaarten.
Op 1 september 2007 traden VanVelzen op, Ilse DeLange, DI-RECT, en voor het eerst een grote internationale artiest, P!nk. Het festival werd net als in 2006 gepresenteerd door Dennis Weening, DJ van de radiozender 3FM.
30 augustus 2008 traden All Missing Pieces, Leaf, De Dijk, Within Temptation en de Amerikaanse band Live. Het werd wederom gepresenteerd door Dennis Weening.
Op 29 augustus 2009 vierde Beatstad het eerste lustrum en was Keane de grote naam. Ook VanVelzen, Stereo, Alain Clark, Miss Montreal en Rigby traden op. Het festival werd door zo'n 35.000 bezoekers bijgewoond. De presentatie was in handen van Sebastiaan Labrie.
Op 28 augustus 2010 traden Caro Emerald, Waylon, ReBelle, DI-RECT en als afsluitende act Anouk op. Het festival werd dit jaar geplaagd door regenbuien. In 2011, 2013 en 2014 ging het festival niet door. In deze jaren lukte het niet om de financiering rond te krijgen.
Op 13 maart 2023 werd bekendgemaakt dat het festival op 1 september 2023 eenmalig weer terugkomt. Ditmaal niet op het Malieveld, zoals de eerdere edities, maar op het strand van Scheveningen. De line-up werd op dezelfde dag bekendgemaakt en bestaat uit onder andere DI-RECT, Son Mieux, Goldband en Prins S. en de Geit .